# 茅浒水乡度假村
茅浒水乡度假村是位于中国湘乡市东郊东山湖中的一个中国国家3A级旅游景区。主要旅游点包括自然山水景观旅游、生态农业旅游、毛泽东成长之路的东山红色旅游区、曾国藩水师寨的历史文化旅游等。它是湖南省农业旅游示范点、2008年和2009年湘潭市最佳景区，2008年被评为国家3A级景区。